# Ёлка (Воронежская область)
Ёлка — посёлок в Новохопёрском районе Воронежской области России.
Входит в состав Коленовского сельского поселения.

## География

### Улицы
- ул. Ленинская
- ул. Луговая

## Население
| 2010 |
| ---- |
| 0    |